# Buvattnet (Skredsviks socken, Bohuslän)
Buvattnet är en sjö i öster om Hogstorp i Uddevalla kommun i Bohuslän och ingår i Bäveån-Örekilsälvens kustområde. Sjön är 10,8 meter djup, har en yta på 0,272 kvadratkilometer och befinner sig 108,4 meter över havet. Sjön avvattnas av vattendraget Taske å. Vid provfiske har abborre, gädda och mört fångats i sjön.

## Delavrinningsområde
Buvattnet ingår i delavrinningsområde (648383-126418) som SMHI kallar för Ovan Hensbackabäcken. Medelhöjden är 108 meter över havet och ytan är 20 kvadratkilometer. Det finns inga avrinningsområden uppströms utan avrinningsområdet är högsta punkten. Avrinningsområdets utflöde Taske å mynnar i havet. Avrinningsområdet består mestadels av skog (70 %) och öppen mark (12 %). Avrinningsområdet har 0,43 kvadratkilometer vattenytor vilket ger det en sjöprocent på 1,6 %.